# Diecezja Tarija
Diecezja Tarija (łac. Dioecesis Tariiensis) – rzymskokatolicka diecezja w Boliwii. Została erygowana 11 listopada 1924 roku.

## Ordynariusze
- Ramón Font y Farrés CMF (1924 - 1947)
- Juan Niccolai OFM (1947 - 1974)
- Abel Costas Montaño (1974 - 1995)
- Adhemar Esquivel Kohenque (1995 - 2004)
- Francisco Javier Del Río Sendino (2006 - 2019)
- Jorge Ángel Saldía Pedraza OP (od 2019)